# Nesoniscus longicornis
Nesoniscus longicornis är en kräftdjursart som beskrevs av Karl Wilhelm Verhoeff1926. Nesoniscus longicornis ingår i släktet Nesoniscus och familjen Philosciidae. Inga underarter finns listade i Catalogue of Life.